# Ханларова Зейнаб Ях'я-кизи
Зейнаб Ях'я-кизи Ханларова (азерб. Zeynəb Yəhya qızı Xanlarova; нар. 28 грудня 1936, Баку) — радянська і азербайджанська співачка. Народна артистка СРСР (1980).

## Біографія

### Дитинство
Зейнаб Ханларова народилася 28 грудня 1936 року у Баку. Зейнаб була наймолодшою серед п'яти дітей у родині нефтяника Ях'ї та домогосподарки Периджаган Ханларових. Ще у дитячі роки батько виховав у Зейнабі любов до східної поезії, яка є невід'ємною частиною мугамів. З малих років Ханларова любила музику, у вільний час брала участь у гуртку художньої самодіяльності у місцевому Палаці піонерів.

### Юність
Навчалась у школі № 161 міста Баку. Ще з дитинства мріючи стати вчителем, поступила до Бакинської педагогічної школи імені Сабіра. Навіть будучи ученицею педагогічної школи, Зейнаб тягнулася до музики, брала участь у самодіяльності, у шкільних заходах виконувала мугами: навчаючись на останньому курсі у педшколі, у 1955 році, Зейнаб Ханларова разом с колективом виступила у Філармонії з азербайджанською народною піснею «Азербайджан марали»; її виконування високо оцінили Афрасіяб Бадалбейлі, Джаганґір Джаганґіров та Камбар Гусейнліі. За їхніми рекомендаціями, по закінченню педагогічної школи Ханларова одразу поступила до музикальної школи імені Асафа Зейналли.
Вчителем мугама Зейнабі Ханларовой став видатний ханенде Сеїд Шушинський. Ханенде навчав співачку не тільки музиці, але й сценичному поведінку. Сеїд Шушинський вирішив провести експеримент, запропонувавши виконати Зейнабі мугам «Чаргях», хоча той вважався виключно чоловічим мугамом. У 1960 році вона стала першою жінкою, виконавшою «Чаргях»; запис цього мугама у виконанні Ханларовой досі зберігається у Золотому фонді Азербайджанського радіо.

### Подальша кар'єра
Закінчив у 1961 році музичну школу імені Асафа Зейналли, за запрошенням заслуженого артиста республіки Шамсі Бадалбейлі З. Ханларова стала солісткою Азербайджанськоі державної філармонії імені Мусліма Магомаєва.
З 1975 року — художній керівник ансамблю народних інструментів. Серед учасників ансамблю були популярні у народі кларнетист Велі Кадимов, гармоніст Автандил Ісрафілов, кеманчист Адалят Везіров та інші.

## Творчість
Творча манера Зейнабі Ханларовой відрізняється артистизмом та темпераментом. У своїх виступах Ханларова часто застосовує танцювальні елементи, у виконанні пісень їй притаманні рулади та гайнатма. Про виконавчий стиль співачки добре відгукувались народні та заслужені артисти республіки, майстри мугаму, видатні діячи культури та захоплені глядачі з Азербайджану та інших країн.

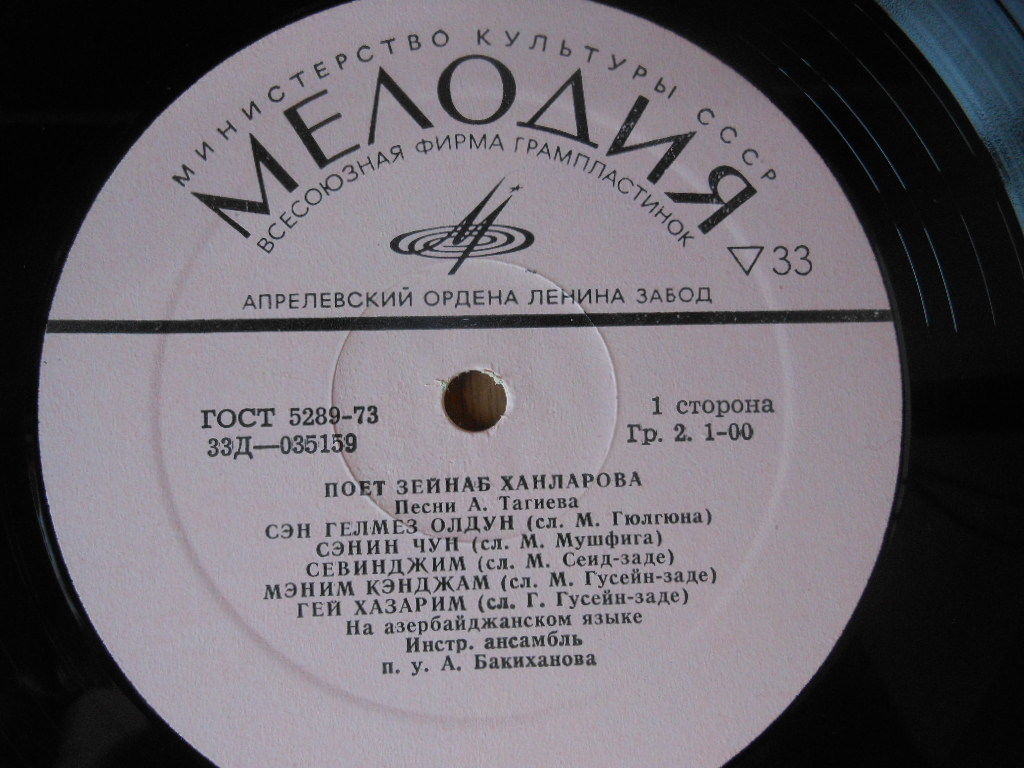
Одна з платівок з піснями Зейнабі Ханларовой

Найбільших успіхів Ханларова досягла у музикальному жанрі естради. У виконанні популярність знайшли ряд народних пісень, пісні композиторів Тофіка Кулієва, Арифа Мелікова, Раміза Мирішли, Алекпера Тагиєва, Еміна Сабітогли, Кара Караєва, Фікрета Амірова, Октая Кязимова и других. Перші пісні композитора Алекпера Тагиєва прозвучали у виконанні Зейнабі Ханларової (у тому числі й найперша — «Ґоншу ґиз»), у її виконанні найбільш популярними стали ритмічні пісні Еміна Сабітогли. Важливе місце у репертуарі співачки займають пісні власного твору — пісні «Менім уреїм», «Бес не деїм» та інші. Ханларова виконувала пісні на російській («Калінка»), вірменській («Нуне»), грузинській («Долера»), фарсі («Ей ґолє ман»), пушту («Чекре»), японській («Даріка санга»), турецькій («Сені яланчи»), грецькій («Ела мо») та на інших мовах.
Велику популярність Зейнаб Ханларова отримала також за межами Азербайджану. За багато років своєї кар'єри співачка з успіхом відвідала республіки колишнього Радянського Союзу, Чехію, Словаччину, Румунію, Угорщину, Польщу, Францію, Іспанію, Канаду, Італію, Швецію, Швейцарію, Данію, Туреччину, Ірак, Афганістан, Японію, США, Ємен, Сирію, Ліван, Кувейт та інші країни.
Важливу роль у репертуарі Зейнабі Ханларової займають мугами. Ханенде професійно виконала мугами «Чарґях», «Махур-хінді», «Ґатар», «Харідж сеґях», «Хумаюн», «Баяти-Кюрд», «Шахназ», «Баяти-Шираз», тесніфи «Шур» та «Ділкєш».
На сцені Азербайджанського державного театру опери та балету Зейнаб Ханларова створила образи Лейлі («Лейлі та Меджнун» Узеїра Гаджибекова), Аслі («Аслі та Керем» Узеїра Гаджибекова), Арабзанґі («Шах-Ісмаїл» Мусліма Магомаєва), Санем («Скеля нареченої» Шафіги Ахундовой).
З піснями Зейнабі Ханларової випущено 38 платівок.

## Громадське життя
24 лютого 1985 року З. Я. Ханларова обрана по Мірбаширському округу № 333 до Верховної Ради Азербайджанської РСР XI скликання, стала членом Комісії з культури Верховної Ради. 30 вересня 1990 року обрана депутатом Верховної Ради Азербайджанської РСР XII скликання від Бакинського округу № 266.
12 листопада 1995 року обрана до Міллі Меджлису від Тертерського виборчого округу № 86, 5 листопада 2000 року — від Кобустан-Хизи-Сіязанського округу № 62, 6 листопада 2005 року — від Кобустан-Хизи-Кубінського округу № 50, 7 листопада 2010 року та 1 листопада 2015 року — від Кобустан-Хизи-Сумгаітського округу № 50. Член Комісії з культури Міллі Меджлису (з 1995 року до нинішнього часу).

## Родина
- Батько — Ях'я Аслан-огли Ханларов (1890—1968) — робочий на Бакинських нафтопромислах[18].
- Мати — Периджаган Іса-кизи Ханларова — домогосподарка.
- Муж — Селім Бабаєв (у шлюбі з 1975 року) — працював на керуючих посадах у системі рибного господарства[19].
- Діти — Рамін (1975) та Рамал (1978) Бабаєви.

## Фільмографія
- 1970 — «Ритми Апшерону» (фільм-концерт)[20]
- 1970 — «Зустріч на весіллі» (фільм-концерт)
- 1971 — «Концертна програма» (фільм-концерт)
- 1979 — «Дивак» (вокал)
- 1981 — «Співаюча земля»[21]
- 1981 — «Акорди довгого життя» [21]
- 1982 — «Здрастуй, Зейнаб!» (фільм-концерт)
- 1984 — «Вимога» (вокал)
- 1995 — «Гаджи Аріф»[20]
- 2000 — «Шеірін хазрісі» (неперекладаємо)
- 2000 — «Рука Алієва»
- 2003 — «Рятівник. Фільм третій»
- 2007 — «Формула перемоги»
- 2007 — «Я не втомився. Ровшан Беджат»

## Нагороди та звання
- Орден Гейдара Алієва (26.12.2016) — за особливі заслуги у розвитку азербайджанської культури
- Орден «Незалежність» (Азербайджан) (26.12.2006) — за великі заслуги у розвитку азербайджанської музикальної культури
- Орден Дружби народів (26.12.1986) — за заслуги у розвитку радянського музикального мистецтва[22]
- Орден «Знак Пошани» (02.07.1971)
- Народна артистка СРСР (28.07.1980) — за великі досяжнення у розвитку радянського музикального мистецтва[23]
- Заслужена артистка Азербайджанської РСР (1967)
- Народна артистка Азербайджанскої РСР (1975) — за великі заслуги у розвитку азербайджанського радянського музикального та виконавчого мистецтва
- Народна артистка Вірменської РСР (15.03.1978) — за заслуги у розвитку культурних відносин між Вірменською та Азербайджанскою РСР та високу виконавчу майстерність[24]
- Почесний диплом Президента Азербайджанськой Республіки (28.12.2011) — за активну пропаганду азербайджанської музики
- Державна премія Азербайджанської РСР (1987) — за концертні програми
- Почесний приз «Золотий диск» Всесоюзної фірми грамплатівок «Мелодія» (18.02.1986) — за грамзаписи азербайджанських пісень та пісень народів Східу[6]

### Книги
- Ханларова Зејнәб Јәһја гызы // Азәрбајҹан Совет Енсиклопедијасы / Ч. Б. Гулијев. — Бакы: Азәрбајҹан Совет Енсиклопедијасы, 1987. — Т. X ҹилд: Фрост — Шүштәр. — С. 51.
- Ханларова Зейнаб Яхья кызы // Музыкальная энциклопедия. — М., 1982. — Т. 6. — С. 960.
- Рахман-заде Фазиль. Сердце, упоенное песней. — Б.: Ишыг, 1985. — 174 с.
- Байрамова Алла. Женщины в музыкальной жизни Азербайджана. — Б., 2004. — С. 72-73.
- Депутаты Верховного Совета Азербайджанской ССР. Одиннадцатый созыв.. — Баку: Азернешр, 1986.
- Кязим-заде Айдын. Азербайджанское кино — 1 (каталог фильмов 1898—2002). — Б., 2003.
- Кязим-заде Айдын. Наш Азербайджанфильм. 1923—2003 года.. — Б., 2004.

### Статті
- Варжапетян В. Несмолкающая песня // Огонёк: журнал. — 1977. — 6 января (№ 10).
- Джафар-заде Азиза Солнечное сердце // Литературный Азербайджан. — 1978. — С. 66-68.
- Гасан-заде Нариман Звезда нашей песни // Коммунист. — Б., 1980. — 30 июля. — С. 4.
- Информация Центрального Избирательного Комитета по выборам народных депутатов Азербайджанской ССР // Коммунист. — Б., 1990. — 10 октября. — С. 3.

### Документи
- Указ Президиума Верховного Совета СССР «О награждении тов. Ханларовой З. Я. орденом Дружбы народов» от 26 декабря 1986 г. Шаблон:Ведомости ВС СССРВедомости Верховного Совета СССРШаблон:Ведомости ВС СССР
- Указ Президиума Верховного Совета СССР «О присвоении почётного звания „Народный артист СССР“ тов. Ханларовой З. Я.» от 28 июля 1980 г. Шаблон:Ведомости ВС СССРВедомости Верховного Совета СССРШаблон:Ведомости ВС СССР
- «О награждении З. Я. Ханларовой орденом Гейдара Алиева» : Азербайджанская Республика — Баку, 2016.
- «О награждении З. Я. Ханларовой Почётным дипломом Президента Азербайджанской Республики»: Азербайджанская Республика — Баку, 2011.
- «О награждении З. Я. Ханларовой орденом Независимости»: Азербайджанская Республика — Баку, 2006.